# Alejandro Falcón
Alejandro David Falcón Rodríguez (Matanzas, 18 de mayo de 1981), más conocido como Alejandro Falcón, es un pianista, compositor y productor musical especializado en jazz.
Aborda diferentes géneros de la música popular cubana, el jazz y la música de concierto. Ha integrado diversas agrupaciones de música popular de Cuba con las cuales ha realizado giras por numerosos países del mundo y ha participado en más de 100 grabaciones como pianista, arreglista y productor musical. 
En su obra resulta frecuente la presencia del danzón, género popular surgido en Matanzas en el siglo XIX, que es el baile nacional de Cuba y que es revitalizado en su lenguaje jazzístico.
Ha compartido escenario y colaborado con artistas cubanos e internacionales como: Andy Narell, Arturo O'Farrill, Bárbara Llanes, Brad Mehldau, Buena Vista Social Club, Cándido Fabré, Cesária Évora, Chucho Valdés, Danny Rivera, Dave Valentin, Dave Weckl, El Gran Combo de Puerto Rico, Gal Costa, Giovanni Hidalgo, Herbie Hancock, José Alberto “El Canario”, La India, Marcus Miller, María del Mar Bonet, Miriam Ramos, Los Muñequitos de Matanzas, Omara Portuondo, Oscar de León, Pablo Milanés, Papo Vásquez, Polito Ibáñez, Randy Brecker, Tata Güines o Pilar Boyero.

## Trayectoria artística
Comenzó a estudiar piano en la Escuela de Superación de Música de Matanzas en 1996 hasta 1999. En el año 2000 continuó sus estudios en la Escuela Nacional de Arte, graduándose en 2003. En 2004 ingresó en el Instituto Superior de Arte (ISA) de La Habana, donde se graduó en Composición en 2008. Ese mismo año fundó el grupo de jazz Alejandro Falcón y Cubadentro, formado por piano, bajo, batería y, en ocasiones, congas.
En 2017 participó en las celebraciones del Día Internacional del Jazz, realizadas en Cuba por la Unesco, donde compartió escenario con varios artistas internacionales del género: Chucho Valdés, Herbie Hancock, Marcus Miller, entre otros.
Durante 2018 participó en el programa de televisión La Banda Gigante como arreglista y coach. En ese mismo año compartió escenario con Joe Lovano en el Festival Jazz Plaza 2018.
Es el compositor de la banda sonora de la telenovela cubana Vidas Cruzadas. Obtuvo tres nominaciones en Cubadisco 2018 con los discos Mi monte espiritual, en las categorías de música instrumental y diseño, y con Rompiendo la rutina, junto a La Charanga Rubalcaba en la categoría tradición variado.
En 2019 compartió escenario con Dave Weckl en el Festival Jazz Plaza en varios conciertos donde se estrenó su obra Mambo Weckl, interpretada junto al baterista. Participó en la grabación del DVD de Janio Abreu y Victor Goines, clarinetista de la Orquesta del Lincoln Center de Nueva York y realizó el concierto Jazz con guaguancó con Los Muñequitos de Matanzas. Obtuvo la nominación en música instrumental por su álbum Vidas Cruzadas en Cubadisco 2019.
Participó en el 20 aniversario del Barrière Enghien Jazz Festival en Francia, donde también actuaron artistas como Chick Corea, Stanley Clarke, Maceo Parker, Kool & the Gang e Ibeyi y fue invitado al XIII Festival Internacional Giant Steppes of Jazz en Ulán Bator, Mongolia.
Su catálogo musical comprende más de 100 obras con predominio del jazz, música popular cubana, latinoamericana y de concierto; además de obras con fines docentes. Es compositor de bandas sonoras para televisión, como el Concurso de Composición e Interpretación Adolfo Guzmán, producido por RTV Comercial. Participó en el disco A Journey through cuban music de Aymée Nuviola, ganador del Grammy Latino 2020 en la categoría Mejor álbum tropical.
En 2022 acompañó al piano a la artista española de copla Pilar Boyero, en las actuaciones que realizó la cantante durante el festival San Remo Music Awards Cuba.
En julio presentó el videoclip Vidas cruzadas, un adelanto del nuevo trabajo de su agrupación Alejandro Falcón y Cubadentro  titulado Live in Havana, un DVD que agrupa una muestra de seis composiciones, repasando su carrera musical bajo los géneros del mambo, el danzón, la música afrocubana, el funk y el changüí. En noviembre volvió a acompañar a Pilar Boyero en su gira por Cuba, en lugares como 
el Teatro Nacional de Cuba o el Teatro Sauto.

## Discografía
- 2010: Claroscuro.
- 2012: Cuba now danzón.
- 2016: Mi monte espiritual.
- 2019: Vidas cruzadas.
- 2021: Jazz con guaguancó.

## Videografía
- 2022: Alejandro Falcón y Cubadentro Live in Havana.

## Premios y nominaciones
- 2002: Premio del Festival Internacional JoJazz: Interpretación (Piano).
- 2005: Premio del Festival Internacional JoJazz: Composición.
- 2005: Primer Premio del Concurso Internacional “Musicalia”: Composición Contemporánea, del Instituto Superior de Arte.
- 2006: Primer Premio del Concurso Internacional “Musicalia”: Composición Contemporánea, del Instituto Superior de Arte.
- 2013: Premio Cubadisco 2013: Ópera prima.
- 2015: Premio Cubadisco 2015: Música instrumental.
- 2015: Premio Cubadisco 2015: Grabación.
- 2015: Nominación Cubadisco 2015: Making off.
- 2015: Nominación Cubadisco 2015: Notas discográficas.[23]
- 2018: Nominación Cubadisco 2018: Tradición Variado.
- 2018: Nominación Cubadisco 2018: Música instrumental.
- 2018: Nominación Cubadisco 2018: Diseño.
- 2019: Nominación Cubadisco 2019: Música instrumental.
- 2019: Premio del Festival Cuerda Viva: Jazz.[24]